# Forest Hill (Louisiane)
Le village de Forest Hill est situé dans la paroisse des Rapides, dans l’État de Louisiane, aux États-Unis. Sa population s’élevait à 818 habitants lors du recensement de 2010, estimée à 803 habitants en 2016.

## Source
- (en) Cet article est partiellement ou en totalité issu de l’article de Wikipédia en anglais intitulé « Forest Hill, Louisiana » (voir la liste des auteurs).